# Brunettia alternata
Brunettia alternata är en tvåvingeart som beskrevs av Satchell 1958. Brunettia alternata ingår i släktet Brunettia och familjen fjärilsmyggor. Inga underarter finns listade i Catalogue of Life.